# This Used to Be My Playground
This Used to Be My Playground è una canzone della cantautrice statunitense Madonna del 1992.

## La canzone
Il brano è il tema principale del film con Tom Hanks, Geena Davis e la stessa Madonna: Ragazze vincenti.
È stato pubblicato nella compilation celebrativa dei Giochi Olimpici di Barcellona Barcelona Gold.
La canzone doveva far parte dell'album Erotica ma fu lanciata prima dell'uscita del disco. Fu invece pubblicata nella raccolta di ballate di Madonna uscita nel 1995, Something to Remember.

## Il singolo
Il singolo della canzone, uscito il 4 luglio 1992 (giorno della festa d'Indipendenza americana), si piazzò in prima posizione nella Billboard e rimase prima per 3 settimane consecutive nella classifica del Canada. Inoltre raggiunse il primo posto in Messico, Brasile, Giappone, Svezia, Italia, Lituania e Finlandia e scalò le top 10 di tutto il mondo.
In Italia, fu il 5º singolo più venduto del 1992.
Il singolo ha venduto più di 3 milioni di copie.

## Il video
Il video di This Used to Be My Playground è diretto da Alek Keshishian. Il tema del video è la nostalgia per il tempo passato e vi compare un uomo (ripreso solo dall'alto) che sfoglia le pagine di un vecchio album di fotografie, dove Madonna canta con diversi look e in diverse ambientazioni all'interno delle varie immagini. Appaiono anche alcune scene tratte dal film Ragazze vincenti. A circa un minuto dalla fine del video, l'uomo scorre l'album a ritroso attraverso le pagine precedenti.
Il video presenta notevoli somiglianze con il video del 1987 "To Be Reborn" di Boy George: nella sua autobiografia, il cantante britannico ha dichiarato di essersi infuriato dopo aver visto il video di Madonna e di avelo ribattezzato "This Used to Be My Video".

## Classifiche
| Classifica (1992)                 | Posizione       |
| --------------------------------- | --------------- |
| Usa Billboard Hot 100             | 1               |
| Usa Hot Adult Contemporary Tracks | 4               |
| Canada                            | 1               |
| Brasile                           | 1               |
| Messico                           | 1               |
| Giappone                          | 1               |
| Australia                         | 9               |
| Nuova Zelanda                     | 14              |
| Uk                                | 3               |
| Irlanda                           | 2               |
| Olanda                            | 8               |
| Belgio                            | 5               |
| Spagna                            | 6               |
| Norvegia                          | 3               |
| Finlandia                         | 1               |
| Svezia                            | 1               |
| Austria                           | 6               |
| Svizzera                          | 6               |
| Francia                           | 7               |
| Germania                          | 6               |
| Italia                            | 1 (7 settimane) |
| Lituania                          | 1               |
| Eurochart                         | 2               |